# 127 mm/40 Тип 89
127 mm/40 Тип 89 е 127 mm японско зенитно оръдие, разработено преди Втората световна война. В годините на войната това е стандартното тежко зенитно оръдие на Императорския флот на Япония използвано на множество от корабите и като наземно средство за ПВО.

## История на създаването
Зенитното и универсално морско оръдие Тип 89 е разработено през 1929 г. (съответства на 2589 г. от възкачването на престола на Император Джиму) на основата на оръдието Тип 88, 1928 г. разработка, предназначено за поставяне на подводните лодки I-5 и I-6. Оръдието се отличава с простата си конструкция със ствол-моноблок и хоризонталния си плъзгащ клинов затвор.
Ако и да отстъпва на знаменитото американско 127 mm оръдие с дължина на ствола 38 калибра, то това не е много. Японците успяват да създадат добро оръдие, но, в съответствие с известната формула „зенитното оръдие е ефективно толкова, колкото е съвършена неговата система за управление“, а системата за управление е по-добра при американците.
Като цяло, Императорския флот на Япония е удовлетворен от противовъздушните възможности на това оръдие и го използва както на големите кораби, от крайцер и нагоре, като част батареите им за ПВО, така и на малки кораби и спомагателни съдове, в частност, като оръдия на главния калибър на разрушителите типове „Мацу“ и „Татибана“. Общият обем на производство се оценява на 1306 единици, като 836 от тях са произведени от 1941 по 1945 г. 362 оръдия са поставени на батареи от бреговата отбрана, 96 от тях в морски район Йокосука и 56 в морски район Куре.

## Конструкция
Лафетът се завърта от електромотор с мощност 10 к.с., предвидена е и възможност за ръчно насочване. Зареждането на оръдието е възможно при произволен ъгъл на възвишение, теоретичната скорострелност достига 14 изстрела в минута. Практическата скорострелност зависи от физическите възможности на разчета. Максималната далекобойност по вертикала съставлява 9400 м, а ефективната – едва 7400 метра.
По калибър и дължина на ствола оръдието е еквивалентно на 5in/38 американско оръдие. Въпреки това, то използва унитарни изстрели с тегло 34,32 кг (75,6 фунта), докато американското оръдие използва разделно-гилзови боеприпаси, което позволява да се използва относително по-тежък и мощен заряд. Самият снаряд тежи 23 кг (50,7 фунта), което е малко по-малко, отколкото американския. Началната скорост на снаряда съставлява 720 м/сек, което се намира по средата между 5"/25 и 5"/38 американски оръдия, и е значително по-ниска, отколкото на предшественика му – 12-см оръдие (825 м/с). Снижението на началната скорост намалява ефективния таван до 7400 м от 8450 м на предшественика. Скорострелността се увеличава от 10 – 11 до 14 изстрела в минута (при продължителна стрелба съответно 6 – 8 и 11 – 12 изстр./мин.). Новата установка на оръдието има ъгъл на възвишение 90°, а не 75° както е при 12-см. И двете оръдия използват хоризонтални клинови затвори. Сдвоенната установка със 127-мм оръдия се вдига много по-бързо, отколкото единичната (12°/с против 6,5°/с), а скоростта на завъртане е по-ниска (6°/с против 10°/с). Двете установки се зареждат ръчно при всички ъгли, което означава, че скоростта на стрелба намалява при по-големите ъгли на възвишение.

## Боеприпаси
За 127-мм оръдие има следните типове боеприпаси: осколъчен (цуйодан), шрапнелен (санкайдан), бризантен тип 3, осветителен (свмейдан) тип 61 и учебен (енсюдан). Всички типове боеприпаси тежат по 23 кг, като имат дължина от 43,68 см. Месинговата гилза съдържа 3,98 кг барут DC. Общата маса на изстрела съставлява 34,6 кг.